# Josh Trank
Joshua Benjamin Trank (Los Ángeles, 19 de febrero de 1984) es un director, productor y guionista de cine estadounidense. 
Trank es conocido por su primer largometraje Chronicle, la cual actualmente es considerada una película de culto y también por la película de superhéroes Los 4 Fantásticos, estrenada en 2015. Por está última obtuvo mucha controversia debido a diversos contratiempos durante la producción y posproducción de la misma, que pudieron haber influido en el producto final. Trank se mantiene firme en la teoría que apunta que la productora 20th Century Fox, tiene la culpa del fracaso del proyecto.

## Carrera
Durante una entrevista con Kevin Smith en el podcast Fatman en Batman, Trank analiza los orígenes de su carrera en longitud. Durante la entrevista, atribuía su vídeo de YouTube "Puñalada en el 22 cumpleaños de Leia", que se hizo muy popular durante la noche después de su lanzamiento, como un punto de avance significativo para su carrera. Trank trabajó en el 2007 Spike TV el drama The Kill Point como escritor, director y editor. En 2009, Trank editó la película independiente de Big Fan, protagonizada por Patton Oswalt. También fue acreditado como coproductor y tenía un pequeño papel como actor en la película.

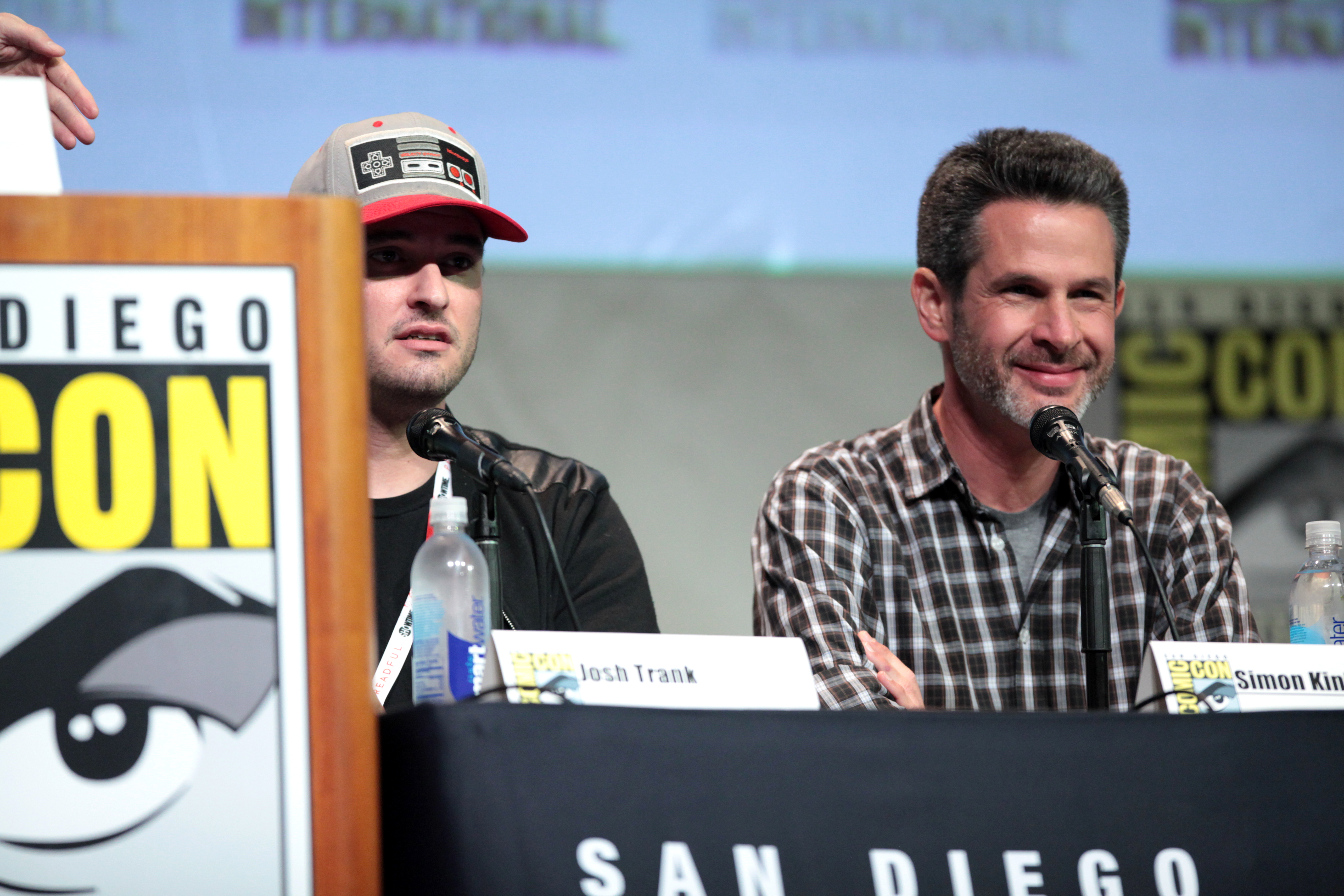
Josh Trank junto a Simon Kinberg en la Comic-Con de 2015.

En 2011, Trank dirigió su primer largometraje, Chronicle. Fue lanzado el 3 de febrero 2012 por 20th Century Fox y ha recaudado más de $125 millones en el mundo. Crónica, hecho para un presupuesto de $ 12 millones, fue recibida positivamente por la crítica, obteniendo una puntuación de 85% en Rotten Tomatoes. Con Crónica lanzado a la edad de 27, Trank se convirtió en uno de los directores más jóvenes para abrir una película en el número uno en la taquilla de Estados Unidos. Él es seguido por Steven Spielberg (28, con Tiburón) y James Cameron (30, con Terminator). Después de la salida de Chronicle, Trank estaba vinculado con el spin-off de Venom, que planeaba Sony, Warner Bros The Red Star, y la adaptación de la película de Sony del videojuego Shadow of the Colossus; Sin embargo, Trank rechazó los proyectos de la película.

## Filmografía

### Cine
| Año  | Título         | Director | Productor | Escritor | Editor | Crítica | Notas                                                                      |
| ---- | -------------- | -------- | --------- | -------- | ------ | ------- | -------------------------------------------------------------------------- |
| 2009 | Big Fan        | No       | Sí        | No       | Sí     | 86%     | Co-Productor, Actor (cameo), Director de la Segunda Unidad (sin acreditar) |
| 2012 | Chronicle      | Sí       | No        | Sí       | No     | 85%     | Debut como Director, Historia Co-Escrita con Max Landis                    |
| 2015 | Fantastic Four | Sí       | No        | Sí       | No     | 9%      | Co-Escrito con Jeremy Slater y Simon Kinberg                               |
| 2020 | Capone         | Sí       | No        | Sí       | Sí     | 39%     |                                                                            |

### Televisión
| Año  | Título         | Papel                       | Notas       |
| ---- | -------------- | --------------------------- | ----------- |
| 2007 | The Kill Point | Director, escritor y editor | 5 episodios |

## Premios y nominaciones

### Cine En línea y Asociación de Televisión
| Año  | Categoría         | Trabajo Nominado | Resultado |
| ---- | ----------------- | ---------------- | --------- |
| 2013 | Mejor ópera prima | Chronicle        | Nominado  |

### Premios Razzie
| Año  | Categoría     | Trabajo Nominado | Resultado |
| ---- | ------------- | ---------------- | --------- |
| 2016 | Peor película | Fantastic Four   | Ganador   |
| 2016 | Peor director | Fantastic Four   | Ganador   |